# Michael Owen (football)
Pour les articles homonymes, voir Michael Owen et Owen.
Michael James Owen, né le 14 décembre 1979 à Chester en Angleterre, est un footballeur international anglais évoluant au poste d'attaquant de la fin des années 1990 au début des années 2010.
Owen commence sa carrière au Liverpool FC. Buteur efficace, surnommé Wonder Boy en raison de sa précocité, il termine deux fois meilleur buteur du championnat d'Angleterre en 1998 et 1999. Il remporte un quintuplé en 2001 : Coupe d’Angleterre, Coupe de la Ligue anglaise, Community Shield, Coupe de l'UEFA et la Supercoupe de l'UEFA. En fin d'année, il reçoit le Ballon d'or, récompensant le meilleur joueur évoluant en Europe. Après sept saisons et plus d'un but tous les deux matchs, l'Anglais rejoint le Real Madrid mais ne s'y impose pas. Il fait son retour en Angleterre seulement un an après, devenant le plus gros transfert de l'histoire du Newcastle FC. Il connaît alors des blessures à répétition et, après quatre saisons, tente une nouvelle fois de se relancer à Manchester United où il se blesse de nouveau. En 2012, il part pour Stoke City prenant sa retraite sportive en fin de saison.
Auteur de 40 buts avec la sélection anglaise, il participe au Championnat d'Europe en 2000 et 2004 ainsi qu'à la Coupe du monde en 1998, 2002 et 2006.

## Biographie

### Enfance et formation
Né à Chester, Michael est le fils de Terry Owen, joueur du Chester City FC dans les années 1970. En scolaires, il marque à 73 reprises, dépassant d'une unité le record de l'ancien attaquant de Liverpool, Ian Rush. Talent précoce, il quitte le domicile familial au début des années 1990 pour rejoindre Lilleshall, le « Clairefontaine anglais ». Michael continue sa progression rapide et accumule les sélections et buts en équipes nationales jeunes.
Bien que supporter d'Everton, il signe au Liverpool FC en 1995. L'année suivante, avec onze buts en cinq matchs, Owen bat le record du plus grand nombre de buts inscrits en FA Youth Cup. Il permet à son nouveau club de remporter la compétition pour la première fois de son histoire. 

### Buteur du Liverpool FC (1997-2004)

#### Débuts comme meilleur buteur (1997-2000)
Le 14 décembre 1996, jour de ses dix-sept ans, Michael Evans Roy, manager général du Liverpool FC, se rend au domicile de la famille Owen avec une proposition de contrat professionnel de six ans et un maillot rouge floqué à son nom. Le 6 mai 1997, après avoir déjà inscrit plus d'une quarantaine de buts toutes compétitions confondues durant la saison 1996-1997, Michael Owen débute avec l'équipe première contre le Wimbledon FC et inscrit le seul but des Reds (défaite 2-1),.
Au début de la saison 1997-98, de retour du Championnat du monde juniors, Owen est chargé d'assurer l’intérim de Robbie Fowler, blessé, aux côtés de Karlheinz Riedle. Il dispute son premier match européen contre le Celtic Glasgow le 16 septembre 1997 en Coupe UEFA et y inscrit son premier but. Quand Fowler revient, le jeune anglais reste sur le terrain tandis que Riedle prend place sur le banc. Entre-temps, Owen a inscrit sept buts. Contre Sheffield Wednesday, le jeune international anglais devient le plus jeune joueur de Liverpool et le troisième plus jeune joueur de League à réaliser un coup du chapeau. À la fin de la saison, Owen termine meilleur buteur de Premier League,, à égalité avec Chris Sutton et Dion Dublin (18 buts). Cette même saison, il est nommé PFA Young Player of the Year (meilleur jeune joueur de l'année). Ses performances lui permettent d'être sélectionné en équipe nationale pour la Coupe du monde 1998 en France.
À la suite du Mondial, Owen signe un nouveau contrat avec Liverpool, avec qui il atteint rapidement les cent buts. Lors de la saison 1998-1999, Owen est de nouveau meilleur buteur de Premier League avec un total de 18 buts inscrits.

#### Trophées et Ballon d'or (2000-2004)
Au terme de la saison 2000-2001, Michael Owen et le Liverpool FC remportent un triplé historique avec la Coupe UEFA et les deux coupes nationales : la League Cup et la FA Cup,. En finale de la Cup 2001 contre Arsenal, Owen égalise à quelques minutes de la fin du match puis, quelques instants plus tard, marque le but de la victoire et offre le titre aux Reds. Lors de cette saison, Michael Owen inscrit 22 buts en 31 matches avec les « Reds ».
Au début de l'exercice suivant, qualifié grâce à ses succès précédents, Liverpool remporte le Community Shield et la Supercoupe de l'UEFA. Contre le Bayern Munich il participe à la victoire en inscrivant un but (3-2). Mi-décembre, il compte déjà onze buts en 17 matches. Ses prestations permettent à Owen d'être élu Ballon d'or de l'année 2001.
En fin de saison 2002-03, Owen est déjà le neuvième meilleur buteur de l'histoire de la Premier League avec 102 buts pour Liverpool.

### Échec au Real Madrid puis blessures à Newcastle (2004-2009)

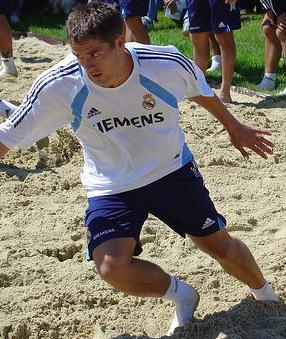
Owen à l’entraînement avec le Real en 2005.

En 2004, Michael Owen rejoint le Real Madrid contre la somme de douze millions d'euros. En concurrence avec Ronaldo et Raul, il ne parvient pas à s'imposer. Plus souvent remplaçant que titulaire, il inscrit au total seize buts lors de cette saison (treize buts en Liga). L'arrivée, pour la nouvelle saison 2005-2006, de Julio Baptista et de Robinho et le manque de temps de jeu nécessaire en vue d'une Coupe du monde 2006 imminente le poussent vers la sortie. Owen marque 18 buts en 41 rencontres au Real Madrid.
Son transfert met du temps à se réaliser car il est désireux de retourner à Liverpool, qui de son côté a un effectif en attaque plus que fourni (Fernando Morientes, Djibril Cissé, Peter Crouch, ou encore Milan Baroš) et de plus refuse de payer une somme supérieure à celle pour laquelle ils l'avaient cédé, le Real Madrid exigeant vingt millions d'euros.
Finalement, fin août 2005, Owen signe à Newcastle United, ceci après avoir refusé les avances de nombreux clubs dont l'Olympique lyonnais. Son transfert pour un montant record de quinze millions de livre sterling, soit 25 millions d'euros, est le plus gros transfert de l'histoire du club devant Alan Shearer. 	

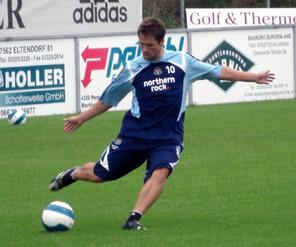
Owen à l'entraînement avec Newcastle.

Fin décembre 2005, Owen se brise le métatarse du pied droit lors d'un match contre Tottenham Hotspur. Il n'est rétabli que pour la Coupe du monde 2006 pendant laquelle il se blesse une nouvelle fois. Cette fois-ci, la blessure est encore plus grave : rupture des ligaments du genou. Cette blessure provoque un litige entre son club et la fédération anglaise de football, Newcastle exigeant des réparations financières proportionnées à la gravité de la blessure.
Michael Owen revient sur les terrains de Premier League lors du match à Reading le 30 mai 2007.
Après quatre saisons, Owen quitte Newcastle.

### En équipe nationale

#### Sélections jeunes
Michael Owen est régulièrement sélectionné dans les sélections d’élites à son adolescence. En 1995, il inscrit avec l’équipe des écoles de l’Angleterre un but face au Brésil. Il enchaîne les buts avec les sélections de jeunes d'Angleterre.

#### Équipe A d'Angleterre (1998-2008)
Après avoir été appelé par Glenn Hoddle en tant que 23e homme pour observer à l'occasion d'une rencontre face au Cameroun, Michael Owen connaît sa première sélection en tant que titulaire face au Chili à Wembley le 11 février 1998 en match amical. À 18 ans et 59 jours, Owen devient le plus jeune international anglais du XXe siècle, devançant de 124 jours Duncan Edwards, et quatrième plus jeune de l'histoire de la sélection.
À 18 ans, Michael Owen est retenu dans l'équipe d'Angleterre à la Coupe du monde 1998, un an seulement après ses débuts professionnels au Liverpool FC. En huitième de finale contre l'Argentine, il obtient un penalty permettant à Shearer d'égaliser puis donne l'avantage à son équipe après avoir remonté la moitié du terrain adverse seul balle au pied. L'Angleterre s'incline finalement aux tirs au but (2-2 tab 4-3). Owen est élu septième meilleur joueur par les journalistes couvrant le tournoi.
Espoir du football anglais dans le sillage de la génération incarnée par David Beckham, l'Angleterre voit en lui le futur Pelé. Owen dispute son premier championnat d'Europe lors de l'Euro 2000 où il s'illustre en marquant un but face à la Roumanie.
En 2001, lors des éliminatoires de la Coupe du Monde 2002, l'Angleterre s'impose 1-5 en Allemagne avec un triplé d'Owen,. Convoqué pour disputer le Mondial, il inscrit deux buts durant la compétition. Tout d'abord face au Danemark en 1/8e de finale puis face au Brésil en 1/4 de finale, où l'Angleterre est éliminée. 
Il enchaîne ensuite lors de l'Euro 2004 en marquant de nouveau au stade des 1/4 de finale cette fois-ci contre le Portugal. 
Revenant de blessure pour la Coupe du monde 2006, il se blesse une nouvelle fois lors du match au premier tour contre la Suède le 20 juin 2006, dès la toute première minute de jeu sans interférence d'aucun autre joueur. Mais cette fois-ci, la blessure est encore plus grave : rupture des ligaments du genou. Cette blessure provoque un litige entre son club et la fédération anglaise de football, Newcastle exigeant des réparations financières proportionnées à la gravité de la blessure. 
Dès son retour en équipe première à Newcastle, il fait son retour en équipe nationale en tant que titulaire ce qui témoigne de l'immense confiance qu'a en lui le sélectionneur anglais Steve McClaren. Pour son retour international lors d'un match comptant pour les qualifications à l'Euro 2008 contre l'Israël, il marque un but avant de mettre un doublé quelques jours plus tard contre la Russie. Il est en grande partie responsable de la remontée de l'Angleterre, au plus mal dans ces éliminatoires, jusqu'à la deuxième place. Mais, le match suivant contre l'Autriche, il se blesse à nouveau.
En octobre 2008, Owen n'est pas retenu par Fabio Capello pour les éliminatoires du Mondial 2010, malgré trois buts lors de ses quatre derniers matches.
Il se blesse lors de la finale de la Carling Cup 2010 et est indisponible jusqu'à la fin de la saison, perdant ainsi tout espoir de participer à la Coupe du monde 2010.
Michael Owen représente son pays à 89 reprises et inscrit quarante buts en équipe nationale avec laquelle il dispute notamment trois fois la Coupe du monde (en 1998, 2002 et 2006),. Il est alors le quatrième meilleur buteur de l'histoire des Three Lions. Jusqu'à l'avènement de Wayne Rooney, il reste longtemps le plus jeune buteur de l'équipe d'Angleterre.

### Fin de carrière à Manchester United puis Stoke City (2009-2013)

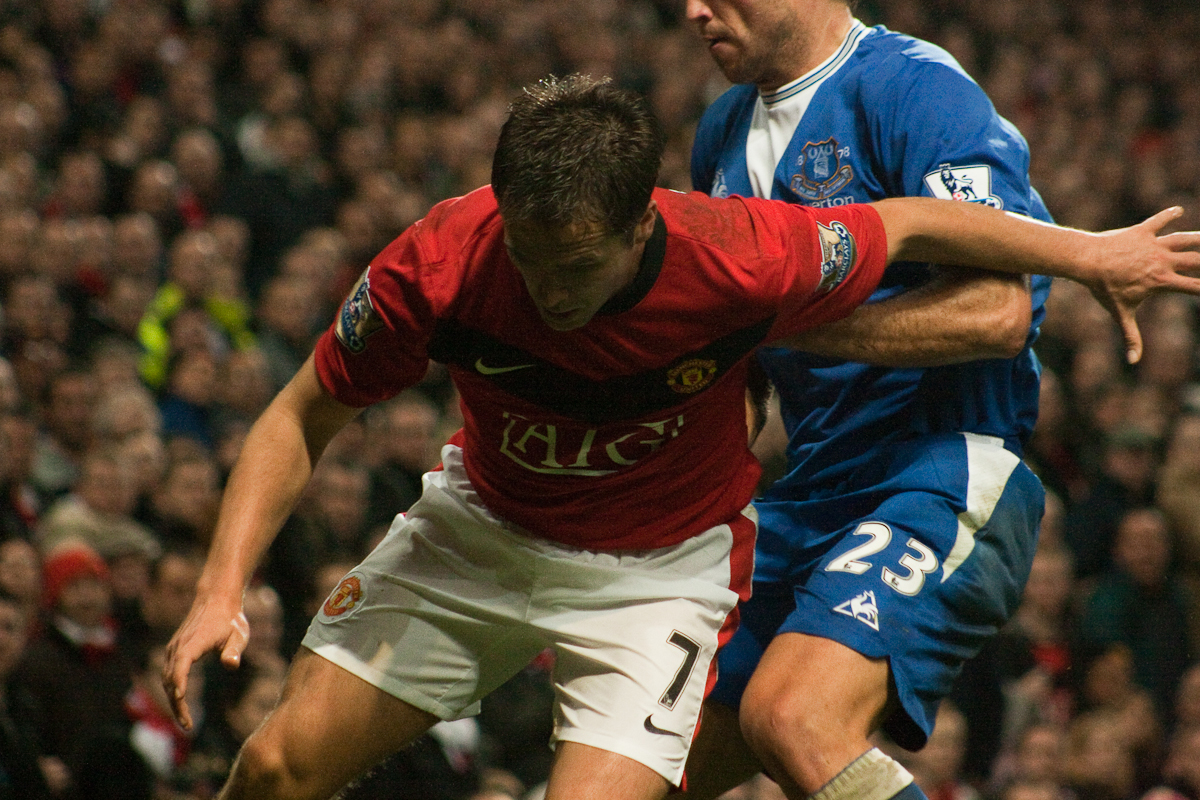
Michael Owen avec ManU contre Everton en 2009.

Le 3 juillet 2009, il signe pour une durée de deux ans dans le club de Manchester United. Alex Ferguson voit en lui une belle occasion sportive et financière, car il est libre de tout contrat. Le manager mancunien lui confie le numéro 7, mythique dans le club, notamment pour avoir été porté par des joueurs majeurs de l'histoire du club comme George Best, Bryan Robson, Éric Cantona, David Beckham et Cristiano Ronaldo. Son début de saison est plus que convaincant, puisqu'il offre la victoire du derby mancunien. Malheureusement, il se blesse lors de la finale de la Carling Cup et est indisponible jusqu'à la fin de la saison 2009-2010, perdant ainsi tout espoir de participer à la Coupe du monde 2010 en Afrique du Sud.
À l'issue de la saison 2010-2011, il remporte son premier titre de champion d'Angleterre et prolonge d'un an son contrat avec les Red Devils. Souvent blessé, il n’arrive pas à être plus qu’un remplaçant derrière Berbatov et Rooney mais marque malgré tout quelques buts importants. Il marque notamment en fin de match le but qui permet aux Red Devils de gagner le derby de Manchester face à City décisif dans la course au titre.
Sa saison 2011-2012 est gâchée par plusieurs blessures et Owen ne prend part qu'à deux rencontres des Red Devils toutes compétitions confondues. Manchester United ne renouvelle pas le contrat du joueur, qui arrive à expiration le 30 juin 2012,.

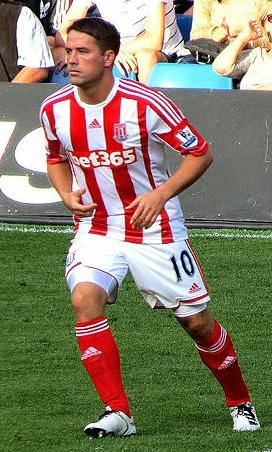
Owen avec Stoke City en 2012.

Le 4 septembre 2012, Owen signe un contrat d'une saison en faveur de Stoke City,. Le 19 mars 2013, il annonce qu’il prend sa retraite de joueur à la fin de cette saison à 33 ans. Il n'a alors disputé que six matchs depuis le début de la saison, pour un but marqué. Le 19 mai 2013, lors de la 38e et dernière journée de Premier league face à Southampton (1-1), il dispute le dernier match de sa carrière.

### Reconversion et vie privée
Il est marié à Louise Bonsall et est père de cinq enfants, : Gemma Rose, James Michael, Emily May, Jessica et Nicolas.

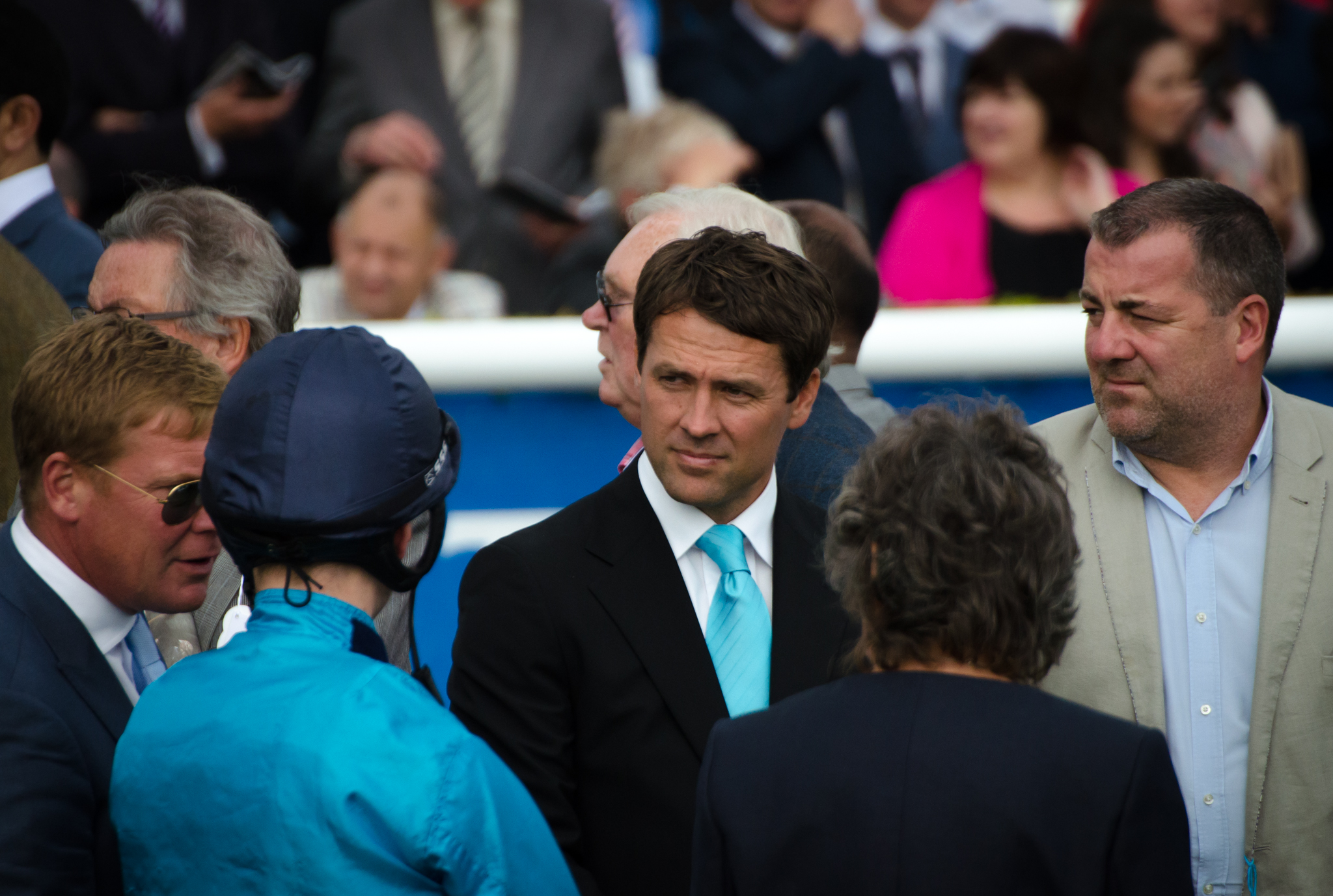
Michael Owen à l'Hippodrome du Curragh en 2014.

Ancien accro aux paris hippiques, le footballeur y perd beaucoup d’argent et décide de devenir propriétaire de sa propre écurie et éleveur sur conseil d'un psychologue. Il possède un cheval Brown Panther qui finit notamment cinquième du Derby allemand de Hambourg en 2011 et gagné la Dubai Gold Cup (G2) en 2015. En novembre 2017, consultant à la télévision britannique, Owen est jockey lors de la course de charité Prince's Countryside Fund Charity Race sur l'hippodrome d'Ascot, obtenant la deuxième place pour sa première compétition. Il déclare : « C’était une ambition personnelle d’apprendre à faire du cheval et de participer à une course. Quand j’étais footballeur professionnel, ce n’était pas possible. Désormais ça l’était… ».

## Style de jeu
Du haut de son mètre soixante-treize, Michael Owen est reconnu pour ses accélérations, son explosivité et son sens du but,.

## Statistiques

### Générales par saison
En Coupe d'Europe, Michael Owen marque 21 buts en 49 matches pour Liverpool, un but en cinq matches pour le Real Madrid et quatre buts en neuf matches pour Manchester United. Il dispute aussi à une reprise la Supercoupe de l'UEFA et inscrit un but pour Liverpool. Owen totalise 64 matchs et 27 buts continentaux (27 matchs et quatorze buts en C1, 33 et douze en C3).
| Saison                | Club                  | Championnat           | Championnat | Championnat | Championnat | Coupe nationale | Coupe nationale | Coupe nationale | Coupe de la Ligue | Coupe de la Ligue | Coupe de la Ligue | Supercoupe | Supercoupe | Supercoupe | Compétition(s) continentale(s) | Compétition(s) continentale(s) | Compétition(s) continentale(s) | Compétition(s) continentale(s) | Supercoupe UEFA | Supercoupe UEFA | Supercoupe UEFA | Angleterre | Angleterre | Angleterre | Total | Total | Total |
| Saison                | Club                  | Division              | M.          | B.          | P.d.        | M.              | B.              | P.d.            | M.                | B.                | P.d.              | M.         | B.         | P.d.       | Comp.                          | M.                             | B.                             | P.d.                           | M.              | B.              | P.d.            | M.         | B.         | P.d.       | M.    | B.    | P.d.  |
| 1996-1997             | Liverpool FC          | P.League              | 2           | 1           | -           | -               | -               | -               | -                 | -                 | -                 | -          | -          | -          | -                              | -                              | -                              | -                              | -               | -               | -               | -          | -          | -          | 2     | 1     | 0     |
| 1997-1998             | Liverpool FC          | P.League              | 36          | 18          | 10          | -               | -               | -               | 4                 | 4                 | 2                 | -          | -          | -          | C3                             | 4                              | 1                              | -                              | -               | -               | -               | 9          | 3          | -          | 53    | 26    | 12    |
| 1998-1999             | Liverpool FC          | P.League              | 30          | 18          | 8           | 2               | 2               | 1               | 2                 | 1                 | 1                 | -          | -          | -          | C3                             | 6                              | 2                              | 1                              | -               | -               | -               | 4          | 1          | -          | 44    | 24    | 11    |
| 1999-2000             | Liverpool FC          | P.League              | 27          | 11          | 3           | 1               | -               | -               | 2                 | 1                 | -                 | -          | -          | -          | -                              | -                              | -                              | -                              | -               | -               | -               | 9          | 3          | -          | 39    | 15    | 3     |
| 2000-2001             | Liverpool FC          | P.League              | 28          | 16          | 2           | 5               | 3               | -               | 2                 | 1                 | -                 | -          | -          | -          | C3                             | 11                             | 4                              | 2                              | -               | -               | -               | 7          | 3          | 1          | 53    | 27    | 5     |
| 2001-2002             | Liverpool FC          | P.League              | 29          | 19          | 3           | 2               | 2               | -               | -                 | -                 | -                 | 1          | 1          | -          | C1                             | 10                             | 5                              | 1                              | 1               | 1               | 1               | 12         | 8          | -          | 55    | 36    | 5     |
| 2002-2003             | Liverpool FC          | P.League              | 35          | 19          | 6           | 2               | -               | -               | 4                 | 2                 | 1                 | 1          | -          | -          | C1+C3                          | 6+6                            | 4+3                            | 1+0                            | -               | -               | -               | 9          | 4          | -          | 63    | 32    | 8     |
| 2003-2004             | Liverpool FC          | P.League              | 29          | 16          | 4           | 3               | 1               | -               | -                 | -                 | -                 | -          | -          | -          | C3                             | 6                              | 2                              | -                              | -               | -               | -               | 10         | 4          | 2          | 48    | 23    | 6     |
| Sous-total            | Sous-total            | Sous-total            | 216         | 118         | 36          | 15              | 8               | 1               | 14                | 9                 | 4                 | 2          | 1          | -          | -                              | 49                             | 21                             | 5                              | 1               | 1               | 1               | 60         | 26         | 3          | 357   | 184   | 50    |
| 2004-2005             | Real Madrid           | P.División            | 36          | 13          | 3           | 4               | 2               | -               | -                 | -                 | -                 | -          | -          | -          | C1                             | 5                              | 1                              | -                              | -               | -               | -               | 10         | 6          | 2          | 55    | 22    | 5     |
| 2005                  | Real Madrid           | P.División            | -           | -           | -           | -               | -               | -               | -                 | -                 | -                 | -          | -          | -          | -                              | -                              | -                              | -                              | -               | -               | -               | 1          | -          | -          | 1     | 0     | 0     |
| Sous-total            | Sous-total            | Sous-total            | 36          | 13          | 3           | 4               | 2               | -               | -                 | -                 | -                 | -          | -          | -          | -                              | 5                              | 1                              | -                              | -               | -               | -               | 11         | 6          | 2          | 56    | 22    | 5     |
| 2005-2006             | Newcastle United      | P.League              | 11          | 7           | 1           | -               | -               | -               | -                 | -                 | -                 | -          | -          | -          | -                              | -                              | -                              | -                              | -               | -               | -               | 9          | 4          | 2          | 20    | 11    | 3     |
| 2006-2007             | Newcastle United      | P.League              | 3           | -           | -           | -               | -               | -               | -                 | -                 | -                 | -          | -          | -          | -                              | -                              | -                              | -                              | -               | -               | -               | 2          | 1          | -          | 5     | 1     | 0     |
| 2007-2008             | Newcastle United      | P.League              | 29          | 11          | 1           | 3               | 1               | -               | 1                 | 1                 | -                 | -          | -          | -          | -                              | -                              | -                              | -                              | -               | -               | -               | 7          | 3          | 2          | 40    | 16    | 3     |
| 2008-2009             | Newcastle United      | P.League              | 28          | 8           | -           | 2               | -               | -               | 2                 | 2                 | -                 | -          | -          | -          | -                              | -                              | -                              | -                              | -               | -               | -               | -          | -          | -          | 32    | 10    | 0     |
| Sous-total            | Sous-total            | Sous-total            | 71          | 26          | 2           | 5               | 1               | -               | 3                 | 3                 | -                 | -          | -          | -          | -                              | -                              | -                              | -                              | -               | -               | -               | 18         | 8          | 4          | 97    | 38    | 6     |
| 2009-2010             | Manchester United     | P.League              | 19          | 3           | 1           | 1               | -               | -               | 4                 | 2                 | 1                 | 1          | -          | -          | C1                             | 6                              | 4                              | -                              | -               | -               | -               | -          | -          | -          | 31    | 9     | 2     |
| 2010-2011             | Manchester United     | P.League              | 11          | 2           | -           | 2               | 1               | -               | 1                 | 2                 | 1                 | 1          | -          | -          | C1                             | 2                              | -                              | -                              | -               | -               | -               | -          | -          | -          | 17    | 5     | 1     |
| 2011-2012             | Manchester United     | P.League              | 1           | -           | -           | -               | -               | -               | 2                 | 3                 | -                 | -          | -          | -          | C1                             | 1                              | -                              | -                              | -               | -               | -               | -          | -          | -          | 4     | 3     | 0     |
| Sous-total            | Sous-total            | Sous-total            | 31          | 5           | 1           | 3               | 1               | -               | 7                 | 7                 | 2                 | 2          | -          | -          | -                              | 9                              | 4                              | -                              | -               | -               | -               | -          | -          | -          | 52    | 17    | 3     |
| 2012-2013             | Stoke City            | P.League              | 8           | 1           | -           | 1               | -               | -               | -                 | -                 | -                 | -          | -          | -          | -                              | -                              | -                              | -                              | -               | -               | -               | -          | -          | -          | 9     | 1     | 0     |
| Sous-total            | Sous-total            | Sous-total            | 8           | 1           | -           | 1               | -               | -               | -                 | -                 | -                 | -          | -          | -          | -                              | -                              | -                              | -                              | -               | -               | -               | -          | -          | -          | 9     | 1     | 0     |
| Total sur la carrière | Total sur la carrière | Total sur la carrière | 362         | 163         | 42          | 28              | 12              | 1               | 24                | 19                | 6                 | 4          | 1          | -          | -                              | 63                             | 26                             | 5                              | 1               | 1               | 1               | 89         | 40         | 9          | 571   | 262   | 64    |

### En sélection nationale
Michael Owen marque quarante buts internationaux en 89 matches pour son équipe nationale. Il en remporte cinquante, soit 67,42 % de victoire (vingt matchs nuls et 19 défaites).
Owen inscrit deux triplés et ne marque jamais dans plus de deux matchs consécutifs.
| Buts en sélection de Michael Owen | Buts en sélection de Michael Owen | Buts en sélection de Michael Owen      | Buts en sélection de Michael Owen | Buts en sélection de Michael Owen | Buts en sélection de Michael Owen | Buts en sélection de Michael Owen               |
| #                                 | Date                              | Lieu                                   | Adversaire                        | Score                             | Résultats                         | Compétitions                                    |
| --------------------------------- | --------------------------------- | -------------------------------------- | --------------------------------- | --------------------------------- | --------------------------------- | ----------------------------------------------- |
| 1                                 | 27 mai 1998                       | Stade Mohammed-V, Casablanca           | Maroc                             | 1-0                               | 1-0                               | Match amical                                    |
| 2                                 | 22 juin 1998                      | Stadium municipal, Toulouse            | Roumanie                          | 1-1                               | 1-2                               | Coupe du monde 1998                             |
| 3                                 | 30 juin 1998                      | Stade Geoffroy-Guichard, Saint-Étienne | Argentine                         | 1-2                               | 2-2 tab 3-4                       | Coupe du monde 1998                             |
| 4                                 | 14 octobre 1998                   | Stade Josy Barthel, Luxembourg         | Luxembourg                        | 1-0                               | 3-0                               | Éliminatoires Euro 2000                         |
| 5                                 | 4 septembre 1999                  | Wembley Stadium, Londres               | Luxembourg                        | 6-0                               | 6-0                               | Éliminatoires Euro 2000                         |
| 6                                 | 27 mai 2000                       | Wembley Stadium, Londres               | Brésil                            | 1-0                               | 1-1                               | Match amical                                    |
| 7                                 | 20 juin 2000                      | Stade du Pays de Charleroi, Charleroi  | Roumanie                          | 2-1                               | 2-3                               | Euro 2000                                       |
| 8                                 | 2 septembre 2000                  | Stade de France, Saint-Denis           | France                            | 1-1                               | 1-1                               | Match amical                                    |
| 9                                 | 24 mars 2001                      | Anfield Road, Liverpool                | Finlande                          | 1-1                               | 2-1                               | Éliminatoires Coupe du monde 2002               |
| 10                                | 28 mars 2001                      | Stade Qemal Stafa, Tirana              | Albanie                           | 1-0                               | 3-1                               | Éliminatoires Coupe du monde 2002               |
| 11                                | 1er septembre 2001                | Olympiastadion, Munich                 | Allemagne                         | 1-1                               | 5-1                               | Éliminatoires Coupe du monde 2002               |
| 12                                | 1er septembre 2001                | Olympiastadion, Munich                 | Allemagne                         | 3-1                               | 5-1                               | Éliminatoires Coupe du monde 2002               |
| 13                                | 1er septembre 2001                | Olympiastadion, Munich                 | Allemagne                         | 4-1                               | 5-1                               | Éliminatoires Coupe du monde 2002               |
| 14                                | 5 septembre 2001                  | St James' Park, Newcastle              | Albanie                           | 1-0                               | 2-0                               | Éliminatoires Coupe du monde 2002               |
| 15                                | 17 avril 2002                     | Anfield Road, Liverpool                | Paraguay                          | 1-0                               | 4-0                               | Match amical                                    |
| 16                                | 21 mai 2002                       | Jeonju World Cup Stadium, Seogwipo     | Corée du Sud                      | 1-0                               | 1-1                               | Match amical                                    |
| 17                                | 15 juin 2002                      | Niigata Stadium, Niigata               | Danemark                          | 2-0                               | 3-0                               | Coupe du monde 2002                             |
| 18                                | 21 juin 2002                      | Shizuoka Stadium, Shizuoka             | Brésil                            | 1-0                               | 1-2                               | Coupe du monde 2002                             |
| 19                                | 12 octobre 2002                   | Tehelné pole, Bratislava               | Slovaquie                         | 2-1                               | 2-1                               | Éliminatoires Euro 2004                         |
| 20                                | 29 mars 2003                      | Rheinpark Stadion, Vaduz               | Liechtenstein                     | 1-0                               | 2-0                               | Éliminatoires Euro 2004                         |
| 21                                | 11 juin 2003                      | Riverside Stadium, Middlesbrough       | Slovaquie                         | 1-1                               | 2-1                               | Éliminatoires Euro 2004                         |
| 22                                | 11 juin 2003                      | Riverside Stadium, Middlesbrough       | Slovaquie                         | 2-1                               | 2-1                               | Éliminatoires Euro 2004                         |
| 23                                | 20 août 2003                      | Portman Road, Ipswich                  | Croatie                           | 2-0                               | 3-1                               | Match amical                                    |
| 24                                | 10 septembre 2003                 | Old Trafford, Manchester               | Liechtenstein                     | 1-0                               | 2-0                               | Éliminatoires Euro 2004                         |
| 25                                | 1er juin 2004                     | City of Manchester Stadium, Manchester | Japon                             | 1-0                               | 1-1                               | Tournoi de l'été 2004 de la Fédération anglaise |
| 26                                | 24 juin 2004                      | Estádio da Luz, Lisbonne               | Portugal                          | 1-0                               | 2-2 tab 5-6                       | Euro 2004                                       |
| 27                                | 18 août 2004                      | St James' Park, Newcastle              | Ukraine                           | 2-0                               | 3-0                               | Match amical                                    |
| 28                                | 13 octobre 2004                   | Stade Tofiq-Béhramov, Bakou            | Azerbaïdjan                       | 1-0                               | 1-0                               | Éliminatoires Coupe du monde 2006               |
| 29                                | 26 mars 2005                      | Old Trafford, Manchester               | Irlande du Nord                   | 2-0                               | 4-0                               | Éliminatoires Coupe du monde 2006               |
| 30                                | 31 mai 2005                       | Giants Stadium, East Rutherford        | Colombie                          | 1-0                               | 3-2                               | Match amical                                    |
| 31                                | 31 mai 2005                       | Giants Stadium, East Rutherford        | Colombie                          | 2-0                               | 3-2                               | Match amical                                    |
| 32                                | 31 mai 2005                       | Giants Stadium, East Rutherford        | Colombie                          | 3-1                               | 3-2                               | Match amical                                    |
| 33                                | 12 octobre 2005                   | Old Trafford, Manchester               | Pologne                           | 1-0                               | 2-1                               | Éliminatoires Coupe du monde 2006               |
| 34                                | 12 novembre 2005                  | Stade de Genève, Genève                | Argentine                         | 2-2                               | 3-2                               | Match amical                                    |
| 35                                | 12 novembre 2005                  | Stade de Genève, Genève                | Argentine                         | 3-2                               | 3-2                               | Match amical                                    |
| 36                                | 3 juin 2006                       | Old Trafford, Manchester               | Jamaïque                          | 4-0                               | 6-0                               | Match amical                                    |
| 37                                | 6 juin 2007                       | A. Le Coq Arena, Tallinn               | Estonie                           | 3-0                               | 3-0                               | Éliminatoires Euro 2008                         |
| 38                                | 8 septembre 2007                  | Wembley Stadium, Londres               | Israël                            | 2-0                               | 3-0                               | Éliminatoires Euro 2008                         |
| 39                                | 12 septembre 2007                 | Wembley Stadium, Londres               | Russie                            | 1-0                               | 3-0                               | Éliminatoires Euro 2008                         |
| 40                                | 12 septembre 2007                 | Wembley Stadium, Londres               | Russie                            | 2-0                               | 3-0                               | Éliminatoires Euro 2008                         |

## Palmarès

### En club
Michael Owen est vainqueur de la Coupe UEFA et de la Supercoupe d'Europe, de la Cup et du Community Shield avec Liverpool en 2001. Vice-champion d'Espagne avec le Real Madrid en 2005, il remporte la Coupe Intertoto en 2006 avec Newcastle, puis est champion d'Angleterre, vainqueur de la Coupe de la Ligue et du Community Shield avec Manchester United.
| International | Angleterre | Espagne                                         |
| --- | --- | ----------------------------------------------- |
| - Coupe de l'UEFA - C3 (1) - Vainqueur : 2001 avec Liverpool FC. - Supercoupe d'Europe (1) - Vainqueur : 2001 avec Liverpool. - Coupe Intertoto (1) - Vainqueur : 2006 avec Newcastle. - Ligue des champions - C1 - Finaliste : 2011 avec Manchester. | - Premier League (1) - Champion : 2011 avec Manchester. - Vice-champion de en 2002 avec Liverpool et 2010 et 2012 avec Manchester. - Coupe d’Angleterre (1) - Vainqueur : 2001 avec Liverpool. - Coupe de la Ligue (3) - Vainqueur : 2001, 2003 avec Liverpool et 2010 avec Manchester. - Community Shield (2) - Vainqueur : 2001 avec Liverpool et 2011 avec Manchester. - Finaliste : 2002 avec Liverpool et 2009 avec Manchester. | - Liga - Vice-champion : 2005 avec Real Madrid. |

### Distinctions individuelles
En décembre 2001, Michael Owen reçoit le Ballon d'or 2001, qui récompense le meilleur footballeur évoluant dans un club européen. Avec 176 points, il devance l'Espagnol Raul (140) et l'Allemand Kahn (104) et est le premier britannique primé depuis Kevin Keegan, honoré en 1979. À 22 ans, Owen est l'un des plus jeunes joueurs de tous les temps à être récompensé par ce titre.
Pour son année 2001 riche en trophées collectifs, Owen est aussi élu Joueur de l'année par la Rec.Sport.Soccer Statistics Foundation, aux World Soccer Awards (31% des votes, devant Beckham 16%). Le magazine uruguayen El País le place en deuxième position de son classement du Rey del futbol de Europa (textuellement « roi du football d'Europe », soit « meilleur joueur d'Europe »), un point derrière Zinédine Zidane. Par ailleurs, il ne termine que huitième au FIFA Awards, dominé par Luis Figo et Beckham.
Avant ce début de XXIe siècle consacré, Michael Owen apparaît sur plusieurs récompenses individuelles en 1998, année de son éclosion au plus haut niveau et de la Coupe du monde. Il est quatrième du Ballon d'or et du FIFA Awards, tous deux largement remportés par Zidane,. Il s'agit de sa seule autre apparition au Ballon d'or. Il est deuxième des World Soccer Awards avec 11%, derrière Zidane 23%.
En 2004, Michael Owen fait partie du FIFA 100, liste de 125 footballeurs ayant marqué leur génération établie par Pelé et publiée en 2004 pour les 100 ans de la FIFA. Fin 2007, la British Association of Football Statistician (en français : Association britannique des statisticiens du football) place Owen en 68e position de son classement de tous les temps prenant en compte les performances et trophées. En 2017, il est intégré aux Légendes par Golden Foot.
| International | National |
| --- | --- |
| - Élu Ballon d'or 2001 par France Football - Élu meilleur joueur de l'année en 2001 par World Soccer - Élu meilleur joueur de la Supercoupe de l'UEFA 2001 - Élu meilleur jeune joueur de la Coupe du Monde en 1998 - Élu Onze d'argent en 2001 par Onze Mondial | - Élu sportif de l'année en 1998 par la BBC - Élu meilleur espoir de l'année de Premier League en 1998 - Nommé dans l'équipe-type PFA de l'année de Premier League en 1998 - Co-meilleur buteur de Premier League en 1998 (18 buts) et en 1999 (18 buts) |